# Швейцарская система
Швейцарская система — система проведения спортивных турниров. Особенно распространена в интеллектуальных играх, таких как шахматы, шашки, сёги, го, рэндзю и им подобных. Впервые была применена на шахматном турнире в Цюрихе (Швейцария) в 1895 году, откуда и получила своё название. Турнир проходит без выбывания, в каждом туре, начиная со второго, пары соперников отбираются так, чтобы встречались между собой участники, набравшие равное количество очков. За счёт этого из турнира исключаются партии между заведомо несопоставимыми по силе противниками, что позволяет для определения победителей обойтись небольшим, по сравнению с круговой системой, числом туров при большом числе участников.

## Условия применения
Традиционно, для получения наиболее объективного результата, турниры проводились по круговой системе, в которой каждый участник играет не менее одной игры с каждым и победитель определяется по сумме набранных очков. Но в круговой системе с увеличением числа участников требуемое число встреч быстро возрастает, поэтому её применение при количестве участников более двух-трёх десятков становится нереальным. В турнирах, проводимых по швейцарской системе, иногда принимают участие более ста игроков — если в круговой системе 100 игрокам потребовалось бы 4950 встреч в 99 турах, то в швейцарской достаточно 450 партий в 9 турах (выигрыш в одиннадцать раз).
Швейцарская система позволяет уменьшить затраты времени за счёт того, что по ней играют некоторое заранее определённое положением о турнире количество туров, а система подбора пар для каждого тура организована так, чтобы обеспечить в итоге уверенное распределение мест согласно набранным очкам. Считается, что для выявления победителя достаточно столько туров, сколько необходимо ступеней для выявления победителя в нокаут-системе при том же количестве участников. По некоторым оценкам, при {\displaystyle N} участниках {\displaystyle {\sqrt {N+2k}}} туров справедливо расставляют {\displaystyle k+1} первых игроков, на практике применяют формулу {\displaystyle \lfloor \log _{2}N\rfloor +\lfloor \log _{2}k\rfloor }, округляя значения обоих логарифмов до ближайшего целого. Общее количество встреч определяется формулой {\displaystyle {\frac {M\cdot N}{2}}}, где {\displaystyle N} — количество игроков (чётное) и {\displaystyle M} — количество туров (когда все игроки играют во всех турах).
Минимальное число туров, необходимое для справедливого определения призовой тройки, в зависимости от числа участников:

## Порядок проведения турнира
- В первом туре все игроки упорядочиваются (случайным жребием, или по рейтингу). Пары составляются по принципу: первый из верхней половины таблицы с первым из нижней половины, второй — со вторым, и так далее. Если, например, в турнире 40 участников, то первый играет с 21-м, второй с 22-м и т. д. При нечётном числе игроков игрок, имеющий последний номер, получает очко без игры.
- В следующих турах все игроки разбиваются на группы с одинаковым количеством набранных очков. Так, после первого тура групп будет три: выигравшие, проигравшие и сыгравшие вничью. Если в группе оказывается нечётное количество игроков, то один игрок переводится в следующую очковую группу.
- Пары игроков для следующего тура составляются из одной очковой группы по тому же, что и в первом туре, рейтинговому принципу (лучший игрок из верхней половины группы по возможности встречается с лучшим игроком из нижней половины этой группы). При этом, однако, не допускается, чтобы одна и та же пара играла в турнире более одной игры. При игре в шахматы или шашки, кроме того, действует правило чередования цвета: желательно, чтобы у каждого участника от тура к туру чередовался цвет фигур (чтобы игрок имел равное количество игр белыми и чёрными), в любом случае не допускается три партии подряд (в шашках — четыре) одним цветом, кроме последнего тура. При нечётном числе игроков игрок, имеющий последний номер в последней очковой группе (из ещё не получавших очко за пропуск), получает очко без игры.
- Места в турнире распределяются по набранному количеству очков.
- Участники, набравшие равное количество очков, обычно распределяются по коэффициенту Бухгольца, который определяется как сумма очков, набранных всеми соперниками данного игрока в турнире или по коэффициенту Солкофа, который определяется как сумма очков, набранных всеми соперниками данного игрока в турнире, исключая лучший и худший результаты. Кроме них (или вместе с ними) может применяться средний рейтинг соперников (тому, у кого соперники имеют более высокий средний рейтинг, присуждается более высокое итоговое место) или так называемый «коэффициент прогресса» (в настоящее время упразднен) — более высокое место получает игрок, который по ходу турнира дольше находился на более высоком месте, чем набравший равное число очков соперник).

## Достоинства
Швейцарская система является единственной альтернативой игре на выбывание в случае, когда в соревновании участвует большое число игроков. Число туров в ней незначительно превышает число туров нокаут-системы, оставаясь в приемлемых рамках даже для самых крупных турниров.
При проведении турнира по швейцарской системе в каждом туре (кроме первых одного — двух) встречаются игроки примерно равной силы, причём победа в такой встрече обеспечивает существенное улучшение позиции в турнире, а поражение чувствительно опускает игрока вниз. Такое свойство швейцарской системы предполагает напряжённую и интересную борьбу.
Жеребьёвка, если она применяется, играет меньшую роль, чем в системах с выбыванием (нокаут-система или Double Elimination) — игрок, даже если ему не повезло встретиться в первых турах с сильнейшими и проиграть, играет весь турнир и может набрать свои очки. Это особенно важно в турнирах с участием игроков различного уровня, в которых слабейшие заведомо не добираются до первых мест, но получают опыт и возможность соревноваться с участниками своего уровня. С другой стороны, правила отбора исключают игры заведомо слабых с заведомо сильными, не представляющих никакого интереса.

## Недостатки
В швейцарской системе более или менее справедливо определяются победители и аутсайдеры, но в середине турнирной таблицы места часто распределяются недостаточно точно. Из-за небольшого общего числа партий иногда случается так, что два победителя, набравшие равное количество очков, не встречаются между собой в течение турнира. Победителя приходится определять по дополнительным коэффициентам, что, конечно, не так интересно, как финальный матч претендентов в других системах.
Если между участниками турнира имеется достаточно заметный разброс в силах, значительная часть партий, особенно в первых турах, оказывается предсказуемой — несмотря на выделение групп по рейтингам, первоначально в одной группе часто оказываются игроки слишком разного класса. Эта проблема решается в системе Мак-Магона, где сильнейшие по рейтингу игроки автоматически получают некоторое количество «стартовых» очков, но эта система имеет свои недостатки.
Один из основных недостатков швейцарской системы применительно к шахматам и шашкам — то, что принцип чередования цвета и количество игр белыми и чёрными не всегда удаётся выдержать. Вообще, правила распределения пар довольно сложны, в настоящее время пары составляются компьютерными программами (например, Swiss Manager или Swiss Master). Если строго придерживаться всех правил распределения по парам, то все пары складываются однозначно, то есть не бывает свободы выбора.
Ещё одна техническая проблема — как поступать с выбывшими участниками (при бумажном варианте составления сеток). Если в течение турнира выбывает один из игроков, то в следующем туре участник, которому достаётся играть с выбывшим, просто получает очко, как за победу. Это несправедливо, но другого пути нет — в швейцарской системе невозможно поступить как в круговой, где результат выбывшего игрока аннулируется, если тот сыграл менее половины предусмотренных туров, а в противном случае тем, с кем он не сыграл, присуждается очко. В швейцарской системе невозможно отменить результаты предыдущих туров, так как в этом случае некоторые игроки потеряют одну игру. Невозможно также присуждать очки за несыгранные партии. Аналогичная проблема возникает при нечётном числе участников турнира: приходится в каждом туре присуждать одну техническую победу (правда, имеющему наименьшее число очков).
При компьютерном варианте существует «проблема плохой погоды»: при большом числе единовременно выбывших (добровольно) участников приходится составлять пары вручную, что требует большего опыта (повторно партии между двумя уже игравшими друг с другом игроками проводить нельзя).
В играх с существенной ничейной полосой (шахматы, шашки, сянци) в турнирах по швейцарской системе возможны и, в некоторых случаях, желательны для игроков искусственные (договорные) ничьи. Почва для них создаётся, когда встречаются игроки примерно равного уровня, каждый из которых имеет устраивающее его положение в турнирной таблице. В этом случае игрокам невыгодно играть на выигрыш, ведь в острой игре выше вероятность проиграть, а значит, существенно потерять в очках. Такая ситуация провоцирует соперников на явное или «молчаливое» соглашение: начать партию, легко и без обострений поиграть и на втором-третьем десятке ходов согласиться на ничью, независимо от сложившегося положения. В результате оба игрока получат по пол-очка, сохранив своё положение без лишнего риска, обычно надеясь получить очки в партиях с более слабыми соперниками. Естественно, договорные ничьи нежелательны: они плохо влияют на качественную составляющую игры, снижают интерес к турниру и, соответственно, привлекательность турниров для спонсоров. Предлагались различные меры искоренения договорных ничьих, такие как введение запрета на ничью по соглашению сторон или изменение порядка начисления очков, но действенность их остаётся под вопросом.
В играх, в которых ничейная полоса исчезающе мала или отсутствует (сёги, го), подобных проблем нет.

## Использование
Швейцарская система получила большое распространение в Западной Европе. Здесь проводится множество так называемых «открытых» или «опен» (англ. open) шахматных турниров. В таких турнирах принимают участие как гроссмейстеры и мастера, так и большое количество менее квалифицированных шахматистов и любителей одновременно.

## Пример
В качестве примера здесь приведена гипотетическая таблица турнира по швейцарской системе в шахматы, проведённого между 8 участниками (игрок-1 — игрок-8). Турнир проведён в три тура.
| 1-й тур           | 1-й тур           | 1-й тур           | Счёт | Счёт | Счёт | 2-й тур           | 2-й тур           | 2-й тур           | Счёт | Счёт | Счёт | 3-й тур           | 3-й тур           | 3-й тур           | Счёт | Счёт | Счёт | Участники | Очки |
| игрок-1 — игрок-8 | игрок-1 — игрок-8 | игрок-1 — игрок-8 | 1:0  | 1:0  | 1:0  | игрок-1 — игрок-2 | игрок-1 — игрок-2 | игрок-1 — игрок-2 | 1:0  | 1:0  | 1:0  | игрок-1 — игрок-3 | игрок-1 — игрок-3 | игрок-1 — игрок-3 | 1:0  | 1:0  | 1:0  | игрок-1   | 3    |
| игрок-1 — игрок-8 | игрок-1 — игрок-8 | игрок-1 — игрок-8 | 1:0  | 1:0  | 1:0  | игрок-1 — игрок-2 | игрок-1 — игрок-2 | игрок-1 — игрок-2 | 1:0  | 1:0  | 1:0  | игрок-1 — игрок-3 | игрок-1 — игрок-3 | игрок-1 — игрок-3 | 1:0  | 1:0  | 1:0  | игрок-3   | 2    |
| игрок-2 — игрок-7 | игрок-2 — игрок-7 | игрок-2 — игрок-7 | 1:0  | 1:0  | 1:0  | игрок-3 — игрок-5 | игрок-3 — игрок-5 | игрок-3 — игрок-5 | 1:0  | 1:0  | 1:0  | игрок-5 — игрок-2 | игрок-5 — игрок-2 | игрок-5 — игрок-2 | 0:1  | 0:1  | 0:1  | игрок-2   | 2    |
| игрок-2 — игрок-7 | игрок-2 — игрок-7 | игрок-2 — игрок-7 | 1:0  | 1:0  | 1:0  | игрок-3 — игрок-5 | игрок-3 — игрок-5 | игрок-3 — игрок-5 | 1:0  | 1:0  | 1:0  | игрок-5 — игрок-2 | игрок-5 — игрок-2 | игрок-5 — игрок-2 | 0:1  | 0:1  | 0:1  | игрок-8   | 1½   |
| игрок-3 — игрок-6 | игрок-3 — игрок-6 | игрок-3 — игрок-6 | 1:0  | 1:0  | 1:0  | игрок-8 — игрок-7 | игрок-8 — игрок-7 | игрок-8 — игрок-7 | 1:0  | 1:0  | 1:0  | игрок-4 — игрок-8 | игрок-4 — игрок-8 | игрок-4 — игрок-8 | ½:½  | ½:½  | ½:½  | игрок-4   | 1½   |
| игрок-3 — игрок-6 | игрок-3 — игрок-6 | игрок-3 — игрок-6 | 1:0  | 1:0  | 1:0  | игрок-8 — игрок-7 | игрок-8 — игрок-7 | игрок-8 — игрок-7 | 1:0  | 1:0  | 1:0  | игрок-4 — игрок-8 | игрок-4 — игрок-8 | игрок-4 — игрок-8 | ½:½  | ½:½  | ½:½  | игрок-5   | 1    |
| игрок-4 — игрок-5 | игрок-4 — игрок-5 | игрок-4 — игрок-5 | 0:1  | 0:1  | 0:1  | игрок-6 — игрок-4 | игрок-6 — игрок-4 | игрок-6 — игрок-4 | 0:1  | 0:1  | 0:1  | игрок-6 — игрок-7 | игрок-6 — игрок-7 | игрок-6 — игрок-7 | 1:0  | 1:0  | 1:0  | игрок-6   | 1    |
| игрок-4 — игрок-5 | игрок-4 — игрок-5 | игрок-4 — игрок-5 | 0:1  | 0:1  | 0:1  | игрок-6 — игрок-4 | игрок-6 — игрок-4 | игрок-6 — игрок-4 | 0:1  | 0:1  | 0:1  | игрок-6 — игрок-7 | игрок-6 — игрок-7 | игрок-6 — игрок-7 | 1:0  | 1:0  | 1:0  | игрок-7   | 0    |

Количество очков после трёх туров максимально у игрока игрок-1. Он получает 1 место. Дальше идут пары игроков с равным числом очков. Если правила турнира предполагают использование коэффициента Бухгольца, то игрок-2 имеет коэффициент 4, а игрок-3 — 5, поэтому второе место занимает игрок-3, третье — игрок-2. Затем идут игрок-8 и игрок-4 (набрано по 1,5 очка, коэффициенты Бухгольца — 4,5 и 3,5), далее — игрок-5 и игрок-6 (коэффициенты 5,5 и 3,5), замыкает таблицу игрок-7, имеющий 0 очков.